# RATAN-600
RATAN-600 (Russisch: РАТАН-600 – РАдиоТелескоп Академии Наук – Radiotelescoop van de Russische Akademie van Wetenschappen) is de radiotelescoop met de grootste diameter in de wereld. De telescoop werd in 1974 in bedrijf genomen en bevindt zich op een hoogte van 970 meter aan de zuidelijke rand van de stanitsa Zelentsjoekskaja in de Russische deelrepubliek Karatsjaj-Tsjerkessië in de noordelijke Kaukasus. De telescoop behoort samen met de BTA-6 tot het Speciale Astrofysische Observatorium (SAO). 

## Opbouw
De telescoop bestaat uit 896 reflectordelen (ieder 2x7,4 meter groot) die opgesteld zijn in een cirkel met een diameter van 576 meter. De signalen van een bron aan de hemel worden via een centrale kegelvormige secundaire spiegel gereflecteerd naar verschillende ontvangers die werken bij golflengtes tussen 2 cm en 50 cm (30 GHz tot 610 MHz). Door de grote diameter bereikt de telescoop een grote resolutie van ongeveer 2 boogseconden in een richting aan de hemel. Daardoor wordt de telescoop vooral gebruikt als meridiaankijker waarbij de rotatie van de aarde de bron door de bundel beweegt. De telescoop wordt vooral gebruikt voor waarnemingen van de zon.